# Serdar Kurtuluş
Serdar Kurtuluş (Bursa, 23 luglio 1987) è un allenatore di calcio ed ex calciatore turco, di ruolo difensore.

## Palmarès
- Campionato turco: 1

Beşiktaş: 2015-2016